# Evdokija Anđel
Evdokija Anđel (oko 1173 — 1211) bila je prva žena srpskog velikog župana, Stefana Nemanjića, prvog kralja Srbije iz loze Nemanjića, sinovica vizantijskog cara Isaka II Anđela i ćerka njegovog naslednika, Aleksija III Anđela, prva strana princeza na dvoru Nemanjića i majka Stefana Radoslava, Predislava i Stefana Vladislava. Brak sa Stefanom je ugovorio njen stric, car Isak II Anđel oko 1190. godine dok je njen otac bio u izgnanstvu u Siriji.
1196. godine, nakon povlačenja njenog tasta u manastir Evdokijin muž je postao vladar Srbije i poneo titulu veliki župan, kao i ona. Narednih par godina brak Evdokije i Stefana bio je klimav i počele su prve rasprave između njih dvoje. Počeli su i da optužuju jedno drugo za neverstvo. Tad dolazi do kraha braka, iako istoričari imaju različite poglede na to, dok većina njih ističe da je i Evdokija bila neverna svom mužu i da je on to saznao i proterao je. Neki navode i da je do razvoda došlo u sklopu okretanja Srbije ka zapadu i pokušaja Stefana Nemanjića da na dvoru Latina pronađe novu ženu uz koju bi, od pape dobio i kraljevsku krunu.
Evdokija se sa Stefanom se razišla oko 1201. godine i posle desetogodišnjeg braka je bila proterana iz Srbije, a crkva je poništila brak i oboje su bili slobodni da potraže druge životne saputnike. Nakon toga ona se vratila u Carigrad, dok su deca ostala na srpskom dvoru.
U vizantijskoj prestonici postala je ljubavnica Aleksija Duke Murzufla, koji je početkom 1204. proizveden u cara u vreme kada su se krstaši, zahvaljujući skretanju Četvrtog krstaškog pohoda, umešali u unutrašnje sukobe u Vizantiji. U noći 12. aprila 1204. Aleksije V je u društvu Evdokije i njene majke Eufrosine Duka Kamatere pobegao iz Carigrada koji su zatim zauzeli krstaši i Mlečani. Evdokija se tada sklonila u trački grad Mosinopolj gde se odranije učvrstio njen prognani otac Aleksije III. U Mosinopolju se udala za Aleksija V Duku Murzufla koga je nedugo zatim oslepeo njen otac. Oslepljenog Aleksija V su zatim zarobili krstaši koji su ga pogubili 1205. godine.
Evdokija se udala i treći put i to za Lava Zgura, vizantijskog nezavisnog velikaša koji je vladao Korintom. Zgur je 1204. pružio utočište Aleksiju III i njegovoj porodici, ali je 1208. godine Lav izvršio samoubistvo nakon što su ga Latini opseli u korintskoj tvrđavi. Evdokija je nakon toga otišla u Malu Aziju, nakon čega nema nikakvih istorijskih podataka o njoj, sem da je preminula negde oko 1211. godine.

## Literatura
- М. Ласкарис, Византијске принцезе у средњовековној Србији, Прилог историји византијскосрпских односа од краја XII до средине XV века, Београд 1926 (Фототипско издање Подгорица 1997), 7 - 37.
- *Mihailo Laskaris (1926), Byzantine Princesses in Medieval Serbia
- Pirivatrić, Srđan (2020). „Brak Stefana Nemanjića i Evdokije Anđeline Komnine: Hronologija i istorijski kontekst ugovaranja i raskidanja jednog dinastičkog saveza”. Stefan Prvovenčani i njegovo doba. Beograd: Istorijski institut. str. 139—158.
- Radić, Radivoj (2002). „Od Evdokije Anđeo do Ane Kantakuzine: Vizantijske neveste u srednjovekovnim srpskim zemljama”. Srpska proza danas: Kosače - osnivači Hercegovine. Bileća-Gacko: Prosvjeta. str. 507—514.